# Hybomys univittatus
Il topo striato di Peters (Hybomys univittatus  Peters, 1876) è un roditore della famiglia dei Muridi diffuso nell'Africa centrale.

## Descrizione

### Dimensioni
Roditore di piccole dimensioni, con la lunghezza della testa e del corpo tra 92 e 140 mm, la lunghezza della coda tra 81 e 133 mm, la lunghezza del piede tra 28 e 36 mm, la lunghezza delle orecchie tra 15 e 20 mm e un peso fino a 78 g.

### Aspetto
La pelliccia è lunga, soffice e liscia. Le parti superiori variano dal bruno-rossastro scuro al marrone scuro, con dei riflessi bruno-giallastri, particolarmente sulla groppa, mentre le parti inferiori sono grigio-giallastre chiare. Un'indistinta striscia longitudinale nerastra si estende dalle orecchie fino alla base della coda.  La linea di demarcazione lungo i fianchi è netta. La testa ed il collo sono tozzi, il muso è smussato mentre le orecchie sono piccole, rotonde e prive di peli. Gli occhi sono relativamente grandi. Il dorso delle zampe è nerastro, la pianta dei piedi è nero brillante. La coda è più corta della testa e del corpo, nerastra sopra e più chiara sotto e praticamente priva di peli. Le femmine hanno un paio di mammelle pettorali e due paia inguinali. Il cariotipo è 2n=44,46,48 FN=46,48.

## Biologia

### Comportamento
È una specie terricola e buona nuotatrice, attiva sia di giorno che di notte. Principalmente solitaria, vive e si riproduce in tane nelle cavità tra le radici affioranti degli alberi, ceppi e tronchi abbattuti. I nidi sono formati da ramoscelli e foglie. Un individuo può avere più di tre tane, sebbene ci sia la tendenza ad usarne sempre uno più degli altri. I maschi passano diverse notti nello stesso cunicolo, mentre le femmine soltanto fino a due notti consecutive a meno che non abbiano dei piccoli. L'attività inizia la mattina presto, e dopo diversi intervalli di riposo nella tarda mattinata e nel tardo pomeriggio vi fa ritorno alle prime ore della sera. Normalmente i maschi coprono circa 500 metri al giorno, mentre le femmine sono molto meno attive, avendo un raggio d'azione di soli 50 metri.

### Alimentazione
Si nutre principalmente di insetti come formiche e termiti, polpa e semi di frutta, con una percentuale variabile in funzione della stagione e dell'areale.

### Riproduzione
Sono state osservate femmine gravide in aprile, luglio e ottobre. Danno alla luce 1-4 piccoli alla volta dopo una gestazione di 29-31 giorni. Aprono gli occhi dopo 7-10 giorni. Raggiunge la maturità sessuale dopo 3 mesi.

## Distribuzione e habitat
Questa specie è diffusa nel Camerun meridionale, Nigeria sud-orientale, Rio Muni, Gabon, Congo, Repubblica Democratica del Congo settentrionale e centrale, Uganda sud-occidentale, Burundi occidentale, Ruanda nord-occidentale, Cabinda, confine tra Zambia nord-occidentale e Katanga meridionale.
Vive nelle foreste umide primarie lungo i corsi d'acqua fino a 2.500 metri di altitudine. Si trova anche nelle foreste secondarie e probabilmente anche nelle foreste secche dell'Africa occidentale. Non fuoriesce dall'ambiente forestale.

## Conservazione
La IUCN Red List, considerato il vasto areale, la popolazione numerosa e la presenza in diverse aree protette, classifica H.univittatus come specie a rischio minimo (Least Concern).